# 匿名代碼
《匿名代碼》是由MAGES.（前身為5pb.）和千代丸工作室共同開發並由前者發行在Windows、任天堂Switch和PlayStation 4平台上的視覺小說遊戲，為科學ADV系列的第六部主線作品。在日本，其Nintendo Switch和PlayStation 4版本已在2022年7月28日公開發售，而由Spike Chunsoft代理的全球版本則在2023年9月8日發行，並加設Windows版。

## 劇情
2036年，世界大多數的電腦突然發生故障，招致全球多座主要城市遭受毀滅性的打擊，史稱「悲傷的早晨」（Sad Morning）。由於預計類似的事件將會在2038年再次發生，超級電腦「蓋亞」（GAIA）使用內置的地球模擬器創建了一個替代地球，以研究行將到來的災難可能造成的後果。最初的實驗結果因為替代地球的零出生率而未有定論，直至「阿雷西博訊息」（Arecibo Message）的引入，內裡的人口才逐步上漲。然而替代地球中的人類也創造了他們自己的地球模擬器，導致現實世界的人們開始質疑自己是否是電腦模擬出來的產物。
故事發生在2037年的東京都中野區，黑客高岡步論遇到謎一樣的少女——愛咲桃後被迫逃亡，途中獲得了像遊戲一般的存檔和重啟能力，而問題也在此後接踵而來。

## 開發
《匿名代碼》是一款科幻冒險類視覺小說遊戲，由前身為5pb.的MAGES.和其旗下的千代丸工作室共同開發，並由志倉千代丸領銜總監兼原案兩職，而林直孝、土屋司和末廣彩乃則擔任編劇。該作最初與《超自然9人組》一起，作為不同於科學ADV系列的科學視覺小說系列的一部分公開。然而這兩款遊戲後來都被歸入進科學ADV系列內，其中《超自然9人組》和《匿名代碼》分別是該系列的第五及第六部主線作品。與科學ADV系列第二作《命運石之門》那可無限分岔的世界線設定不同的是，《匿名代碼》採用往垂直方向無限增加的「世界層」（World Layers）概念，主角透過駭入的方式任意操縱其下方的層。據志倉千代丸的說法，該作的其中一個作用是解釋科學ADV系列中未被解決的問題。
志倉千代丸表示，最初希望通過在每個場景中加入特製原圖，以及在重大事件中使用完整的動畫來增加《匿名代碼》的沉浸感。但他意識到至少需要約3,000件原圖（通常的視覺小說僅需約100）才可實現此舉，而這還不包括製作動畫的成本後，才放棄加入特製原圖和動畫的想法。雖然如此，志倉後來在《命運石之門Elite》中決定重用舊有的動畫，以降低沉浸式視覺小說成本。

## 發行
經過自2016年後的多次延期，日本版的《匿名代碼》終在2022年7月28日於PlayStation 4和任天堂Switch上架。MAGES.原先打算發行PlayStation Vita版本，但後來因該主機停產而作罷，而PlayStation 5版本則可能邁入開發階段。至於英文版的《匿名代碼》方面，Spike Chunsoft則在2023年9月8日於PlayStation 4、任天堂Switch及Windows上公開發售該作。